# L'Atelier du peintre
Pour les articles homonymes, voir L'Atelier du peintre (homonymie) et Atelier (homonymie).
L'Atelier du peintre est une huile sur toile de Gustave Courbet. Son titre complet est : L’Atelier du peintre. Allégorie Réelle déterminant une phase de sept années de ma vie artistique (et morale). Exécutée en 1855, elle est exposée depuis 1986 au musée d'Orsay, rez-de-chaussée, dans la salle Courbet (grands formats).
Refusée à l’Exposition universelle de 1855 alors que onze de ses œuvres sont acceptées, l’œuvre est dévoilée au public lors d'une exposition personnelle de l’artiste au Pavillon du Réalisme (édifice provisoire qu'a fait édifier Courbet à ses frais avenue Montaigne presque en face de l'Exposition universelle), sous le numéro 1.
Juliette Courbet, sœur de l'artiste, met la toile en vente, rachetée plus tard par Victor Antoine Desfossés et, conservée par la veuve de ce dernier jusqu'en 1919, elle sert de toile de fond au théâtre amateur de l'hôtel Desfossés (6 rue Galilée à Paris).
Elle est acquise en 1920 par le musée du Louvre pour 700 000 francs, somme offerte en partie par l'association les amis du Louvre, complétée par une souscription publique et une contribution de l’État.
Une restauration publique dans l'enceinte du musée débute le 24 novembre 2014 avec le soutien de 1 334 particuliers pour plus de 150 000 euros collectés par le biais d'un financement participatif et complété par un mécénat de 450 000 euros.

## Analyse de l’œuvre
Cette toile est en apparence une scène de genre du type portrait de groupe mais dont l'artiste a ici modifié les codes.

### Description générale
La scène se passe dans l'atelier de Courbet à Paris, sans doute au 32 rue Hautefeuille. Elle est divisée en trois parties : au centre, l’artiste, avec derrière lui, un modèle nu. À sa droite, les élus, les bons ; à sa gauche, ceux qui vivent de la mort et de la misère. Le tableau, qui est une allégorie — réelle ou rêvée ? —, se présente à la fois comme un cénacle organisé en sociotypes, un portrait de la société, et un témoignage de l'état moral de l'artiste comme il en témoigne lui-même dans une lettre qu'il adresse à son ami Champfleury en janvier 1855 : « C'est l'histoire morale et physique de mon atelier, première partie. Ce sont les gens qui me servent, me soutiennent dans mon idée, qui participent à mon action. Ce sont les gens qui vivent de la vie, qui vivent de la mort. C'est la société dans son haut, dans son bas, dans son milieu. En un mot, c'est ma manière de voir la société dans ses intérêts et ses passions. C'est le monde qui vient se faire peindre chez moi ». Cependant l'interprétation de cette toile pose encore aujourd'hui de nombreuses questions.

### Iconographie
Avec l'Atelier du peintre, Courbet remet en cause la hiérarchie des genres en livrant là une sorte de manifeste personnel, il élève la scène de genre au rang de la peinture historique, dont il utilise d’ailleurs le format et des thèmes. Il rejette également l'Académie en clouant au pilori un mannequin qui figure un saint Sébastien percé de flèches et représente l'art académique.
Courbet mêle dans ce tableau toutes les catégories traditionnelles : le paysage, la scène de genre, le nu, le portrait de groupe, la nature morte (avec un chapeau à plume, une guitare et un poignard au pied du chasseur), les sujets religieux : jugement dernier, descente de croix, Memento mori (avec le crâne posé en serre-papier sur un numéro froissé du Journal des débats, réponse de Courbet aux attaques de ce quotidien)…
La toile est, de fait, une galerie de portraits, c’est-à-dire une réunion de figures connues, d’allégories ou simplement de différentes catégories sociales. Il cherche ainsi à donner à tous ces genres leurs lettres de noblesse. Par les mots « allégorie réelle », le peintre prévient son public que chacun des personnages représente une idée en même temps qu'un être de chair, alors que la peinture allégorique se meurt au XIXe siècle. Sous l'influence de Proudhon il se fait moralisateur et c'est le monde qu'il entend juger. Le nu peut être perçu comme une représentation allégorique de la peinture qu'il admire et qui inspire l’art de Courbet.
Le sous-titre donne par ailleurs la mesure du propos ambitieux et un peu énigmatique du peintre. Courbet cherche en effet à faire une sorte de bilan de son œuvre à travers ce tableau. Le thème de la création artistique n’est pas inhabituel mais Courbet le renouvelle en se plaçant au centre, en se positionnant en tant qu’acteur principal. Il revendique ainsi son statut d’artiste.

### Composition
Courbet commente ainsi le tableau dans une lettre : « Le tableau est divisé en deux parties. Je suis au milieu, peignant ». Très peu de peintres se sont, jusque-là, représentés au centre de leurs œuvres.
Ses élus et réprouvés sont comme départagés par une « religion nouvelle », celle de l’artiste ou de l’art, « religion » commune aux socialistes utopiques, aux romantiques, ainsi qu’à Proudhon, ami et confident du peintre. Courbet se définissait lui-même comme un républicain « de naissance ».

#### Partie centrale
Au centre, le peintre, son modèle et les souvenirs épars de son passé. Sur le chevalet figure un paysage de Franche-Comté, plus précisément un paysage d’Ornans que Courbet est en train de peindre, il privilégie ses origines, son milieu, son paysage natal. L'artiste dans une position orgueilleuse (Courbet est un homme « narcissique, égocentrique et individualiste ») est assis sur une chaise, de profil. Il porte un pantalon à carreaux et un veston à col rayé — motif repris de l’Autoportrait dit au col rayé. Courbet, dans cette composition joue donc le rôle de médiateur, de régulateur. À ses pieds se trouve un chat blanc. Devant la toile, un petit berger comtois, pieds nus dans ses sabots, avec les cheveux en bataille, regarde la toile. Il est le symbole de l'innocence, de la liberté et de la vie. À droite du peintre se trouve une femme nue (représentation de la Vérité selon l'iconographie traditionnelle), sa muse (son modèle ?) qui regarde le peintre travailler ; elle est de profil et est coiffée d’un chignon ; elle retient avec ses deux mains une grande draperie qui traîne sur le sol ; ses habits sont jetés négligemment sur un tabouret.

#### Gauche
Selon Courbet, il y a, « à gauche, l'autre monde de la vie triviale, le peuple, la misère, la pauvreté, la richesse, les exploités, les exploiteurs, les gens qui vivent de la mort ».
L'historienne de l'art française Hélène Toussaint y voit un juif au turban avec sa cassette de bois couleur acajou (représenté par le Ministre des Finances Achille Fould) ou un homme à la toque (Lajos Kossuth évoquant la Hongrie), un curé (représenté par Louis Veuillot, journaliste catholique), un braconnier portant une blouse blanche et un foulard brun (représenté par le général Garibaldi), un fripier qui propose un vieux tapis et des oripeaux (Victor de Persigny, ministre de l’Intérieur de Napoléon III, en « commis voyageur » des Idées napoléoniennes publiées par le prince en 1839), un faucheur (représentant du monde agricole) et un ouvrier (représentant du monde du travail) symbolisant peut-être des nations en lutte révolutionnaire pour leur indépendance (Italie, Hongrie, Pologne), un croque-mort (Émile de Girardin, fondateur de journaux populaires, tenu pour « fossoyeur de la République »), un homme portant une tunique d'Arlequin à carreaux rouges et jaunes et une plume rouge à son chapeau? un pauvre vieux ancien républicain de 1793 (représenté par le savant et homme politique Lazare Carnot), et enfin un chasseur sur une chaise acajou portant une pèlerine verdâtre qui ressemble à Napoléon III (avec ses bottes cuissardes de couleur fauve et sa barbiche caractéristiques).

#### Droite
Toujours selon Courbet, on trouve « à droite tous les actionnaires, c'est-à-dire les amis, les travailleurs, les amateurs du monde de l'art », en tout douze personnages, les amis « élus » du peintre.

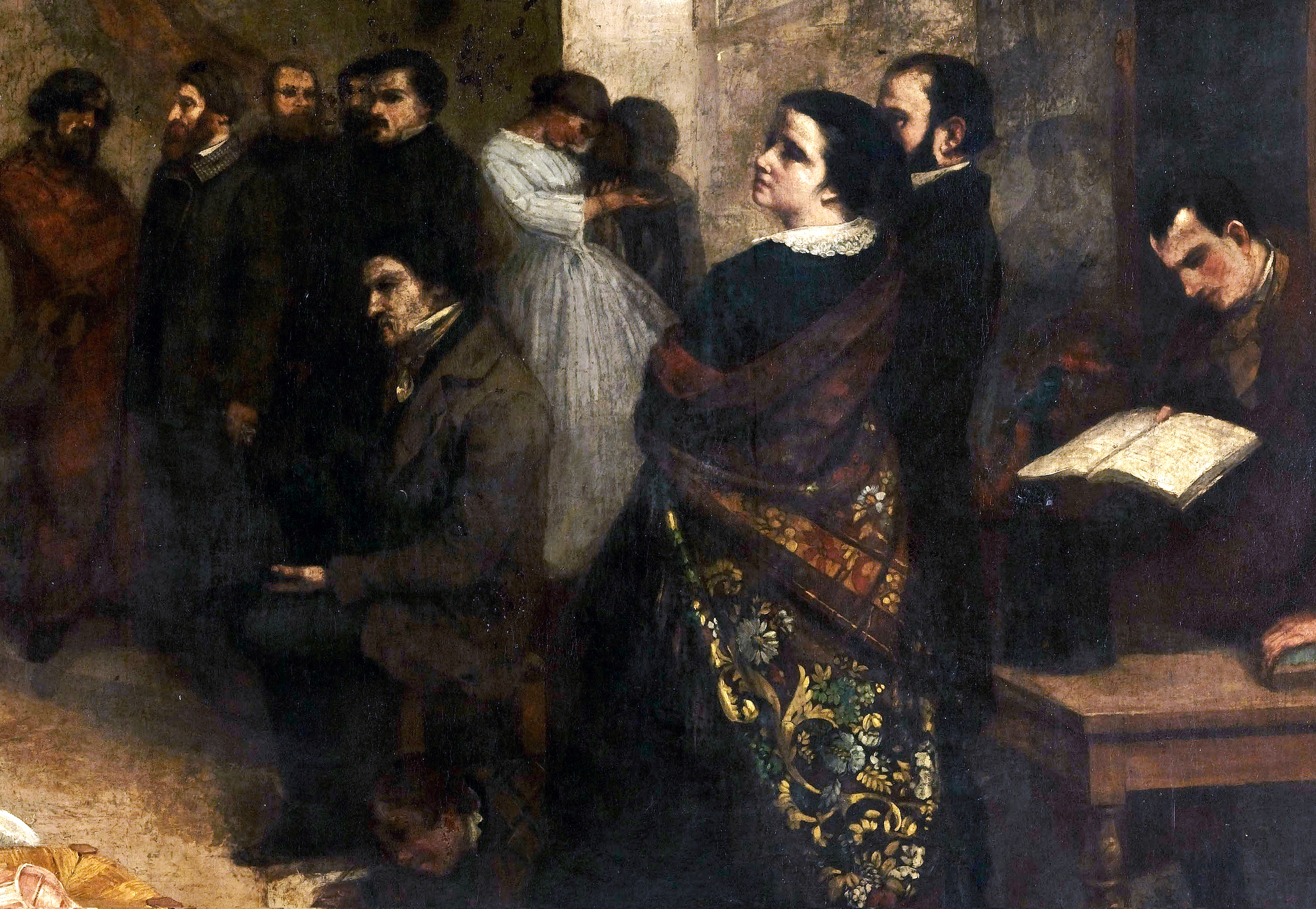
À gauche de Charles Baudelaire lisant un livre, on peut distinguer le repentir de Jeanne Duval.

Au premier plan, Charles Baudelaire, lisant assis sur une table ; il personnifie la poésie. À ses côtés un couple bourgeois visitant l’atelier, ce sont donc des amateurs mondains. Certains y reconnaissent le couple Sabatier, collectionneurs montpelliérains et fouriéristes militants. À leurs pieds, leur enfant qui lit, c’est l’enfance studieuse. Au milieu du groupe un couple s'embrasse pour figurer l’amour libre. Champfleury, l'ami du peintre, se trouve sur un tabouret et représente la prose, son domaine artistique. Jeanne Duval, maîtresse de Baudelaire, masquée dans un repentir à la demande de l'écrivain, est réapparue, à la gauche de la porte, par les phénomènes d'exsudation du liant et de la peinture au bout d'une cinquantaine d'années. Le couple habillé luxueusement serait Alfred Mosselman, riche mécène franco-belge et Apollonie Sabatier, demi-mondaine et salonnière.
Dans le fond, Pierre-Joseph Proudhon, avec ses fines lunettes, pour la philosophie sociale, Alphonse Promayet (1822-1872) pour la musique, Max Buchon pour la poésie réaliste, Urbain Cuenot (1820-?), un ami intime de Courbet, et enfin, Alfred Bruyas (le mécène de Montpellier).

### Dessin
Courbet a une très bonne connaissance de l’art espagnol ce qui se ressent dans l’atelier ; en effet il s’inspirait souvent de José de Ribera et de Zurbaran. Courbet a eu recours à la photographie pour son modèle. Chaque personnage est unique avec une expression du visage qui lui est propre.

### Couleurs
Les tons dominants sont les couleurs ocre, or et marron et la tonique est le blanc.

### Lumière
La lumière vient de droite par une fenêtre : elle éclaire donc les « bons » et le dos du modèle ; cette lumière est assez diffuse et prend une coloration jaune. Le tableau reste cependant assez sombre, cela vient sûrement du fait que Courbet avait l’habitude de peindre au préalable ses toiles en noir pour revenir petit à petit vers les tons clairs. Le tableau au centre, Courbet, son modèle et l'enfant sont mieux éclairés et ressortent de la toile.

## Situation historique de l'œuvre

### Dans la carrière de l’artiste
L’Atelier est perçu comme une œuvre majeure et caractéristique de Courbet. La toile est exécutée à Ornans en novembre et décembre 1854, et dans les quatre premiers mois de 1855 : pressé par le temps pour réaliser sa trentaine de personnages, Courbet s'inspire de portraits préexistants (Baudelaire, son ami d'enfance le violoniste Alphonse Promayet en rouge, à côté son mécène Alfred Bruyas).
L’année 1855 et plus particulièrement ce tableau marquent son bilan personnel. C’est une époque où Courbet tente de prendre ses distances avec la peinture. Il faut ajouter que son tableau, La rencontre, est pour sa part accepté à l’exposition universelle de la même année.
L’Atelier de Courbet a donc une forte valeur emblématique, c’est une œuvre moderne et révolutionnaire, dans le sens où il élève son histoire au rang de peinture d’histoire, ainsi que ses idées et connaissances.
Ce tableau, assez décrié en 1855, est aujourd’hui considéré comme un grand modèle artistique, représentant non seulement l’œuvre de Courbet mais aussi un mouvement artistique à part entière, le réalisme. Il y a aussi le désir et le pouvoir de protéger la forme et la couleur des choses contre la déchéance, ce qui valut à Courbet d'être classé comme réaliste. Les interprétations de ce tableau restent multiples, on peut compter trois niveaux de lecture : le tableau de genre avec le portrait de groupe, le paysage et le nu ; les personnifications et les allégories. Parce que Courbet utiliserait aussi son propre atelier comme les tréteaux de sa mise en scène de soi médiatique et performative, son atelier au 32, rue Hautefeuille a été un des plus visités de son temps.
En 1977, l'historienne de l'art Hélène Toussaint émet l'hypothèse que le peintre s'est inspiré d'un travail de Henri Valentin, auteur de L'Atelier de Clésinger (1849) : cette toile de 54 x 61 cm, passée en vente en 2016, présente de nombreux points communs avec le grand tableau de Courbet qui avait pour habitude d'utiliser des gravures, des photographies et des dessins durant son travail préparatoire. La toile de Valentin fut d'ailleurs traduite en gravure dans Le Magasin pittoresque de novembre 1849.

### Dans l’histoire de l’art
Les critiques de l’époque ont qualifié l’œuvre de « vulgaire ». En revanche, on connaît à ce sujet l’opinion positive d'Eugène Delacroix : « Je vais voir l’exposition de Courbet qu’il a réduite à dix sous. J’y reste seul pendant près d’une heure et j’y découvre un chef-d’œuvre dans son tableau refusé ; je ne pouvais m’arracher à cette vue. On a rejeté là un des ouvrages les plus singuliers de ce temps mais ce n’est pas un gaillard à se décourager pour si peu. ». Jean-Jacques Henner, lui, en dit alors : « Voilà un fond que Vélazquez n’aurait pas mieux peint. Et cette figure nue, avec quel talent, quel goût elle est faite ».
Champfleury disait que, devant Courbet, « la femme apparaît avec plus de franchise qu'elle ne s'en accorde à elle-même devant son miroir ». Contrairement à L'après-dîner à Ornans, au Retour des paysans de la foire de Flagey ou bien aux Casseurs de pierre, qui sont des scènes de genre et des peintures de petit format, L'Atelier est un grand format mêlant tous les genres que Courbet a pu peindre. Ce n'est pas une peinture qui a un rapport avec sa région et Ornans plus précisément.
Le tableau fait partie des « 105 œuvres décisives de la peinture occidentale » constituant Le Musée imaginaire de Michel Butor.

### Provenance
Jusqu'en 1881, le tableau se trouve dans la collection Juliette Courbet, sœur de l'artiste. Elle le met en vente le 9 décembre 1881 à l'Hôtel Drouot (lot no 8), acquis par la Galerie Haro (Paris) pour 21 000 francs. En 1897, il est acquis par Victor Antoine Desfossés, mort en 1899, et reste dans la famille de son épouse jusqu'en 1919 ; le tableau sert alors de toile de fond dans le théâtre d'amateurs de l'Hôtel Desfossés, 6 rue Galilée, Paris. De 1919 à 1920, il est à la galerie Barbazanges, qui parvient à la vendre au musée du Louvre, avec l'aide d'une souscription publique et de la Société des amis du Louvre. En 1986, il est affecté au musée d'Orsay.